# Dzieje Apostolskie (film)
Dzieje Apostolskie (ang. The Visual Bible: Acts) – amerykański film fabularny z 1994 roku w reżyserii Reghardta van den Bergha. Ekranizacja tekstu biblijnego – Dziejów Apostolskich. Film przedstawia czasy od wniebowstąpienia Jezusa do uwięzienia apostoła Pawła w Rzymie, działalność ewangelizacyjną i misyjną dwóch apostołów Piotra i Pawła, a także życie pierwotnej wspólnoty chrześcijan i ich prześladowania.

## Obsada
| Aktor                  | Rola               |
| ---------------------- | ------------------ |
| Dean Jones             | Łukasz Ewangelista |
| Bruce Marchiano        | Jezus              |
| Henry O. Arnold        | Paweł z Tarsu      |
| Jennifer O’Neill       | Lidia              |
| Francesco Quinn        | Szczepan           |
| James Brolin           | Szymon Piotr       |
| Wilson Dunster         | Barabasz           |
| Andre Jacobs           | Jan                |
| John Whiteley          | Festus             |
| Gordon Mulholland      | Annasz             |
| Chris Truter           | Sylwan             |
| Peter Krummeck         | Akwila             |
| Jana Cilliers          | Pryska             |
| James Ryan             | Jakub, brat Jezusa |
| Dale Cutts             | Korneliusz         |
| David Clatworthy       | Filip              |
| John Carson            | Ananiasz           |
| Norman Coombes         | Gamaliel           |
| Michael Richard        | król Agryppa       |
| Tertius Meintjes       | Jakub Zebedeusz    |
| Constantine Zakochenko | Judasz             |
| Matthew Dylan Roberts  | Mateusz            |
| David Dennis           | Szymon Mag         |